# Thanatus arcticus
Thanatus arcticus es una especie de araña cangrejo del género Thanatus, familia Philodromidae. Fue descrita científicamente por Thorell en 1872.

## Distribución
Esta especie se encuentra en los Estados Unidos (Alaska), Canadá, Groenlandia, el norte de Europa, Rusia (de Europa al Lejano Oriente), Kazajistán, China y Japón.